# Kahina Arbouche
Kahina Arbouche (ur. 4 września 1993) – algierska siatkarka grająca jako przyjmująca. Obecnie występuje w drużynie ASW Béjaïa.